# Nara (Nara)
Nara (奈良市 Nara-shi?) es la capital de la prefectura de Nara en la región de Kansai, una de las más tradicionales de Japón, en el sur de Honshū, la isla principal de Japón. Está situada unos cuarenta kilómetros al sur de Kioto. Fue capital del país en el Japón medieval, entre los años 710 y 784. Es la primera ciudad imperial de Japón. 

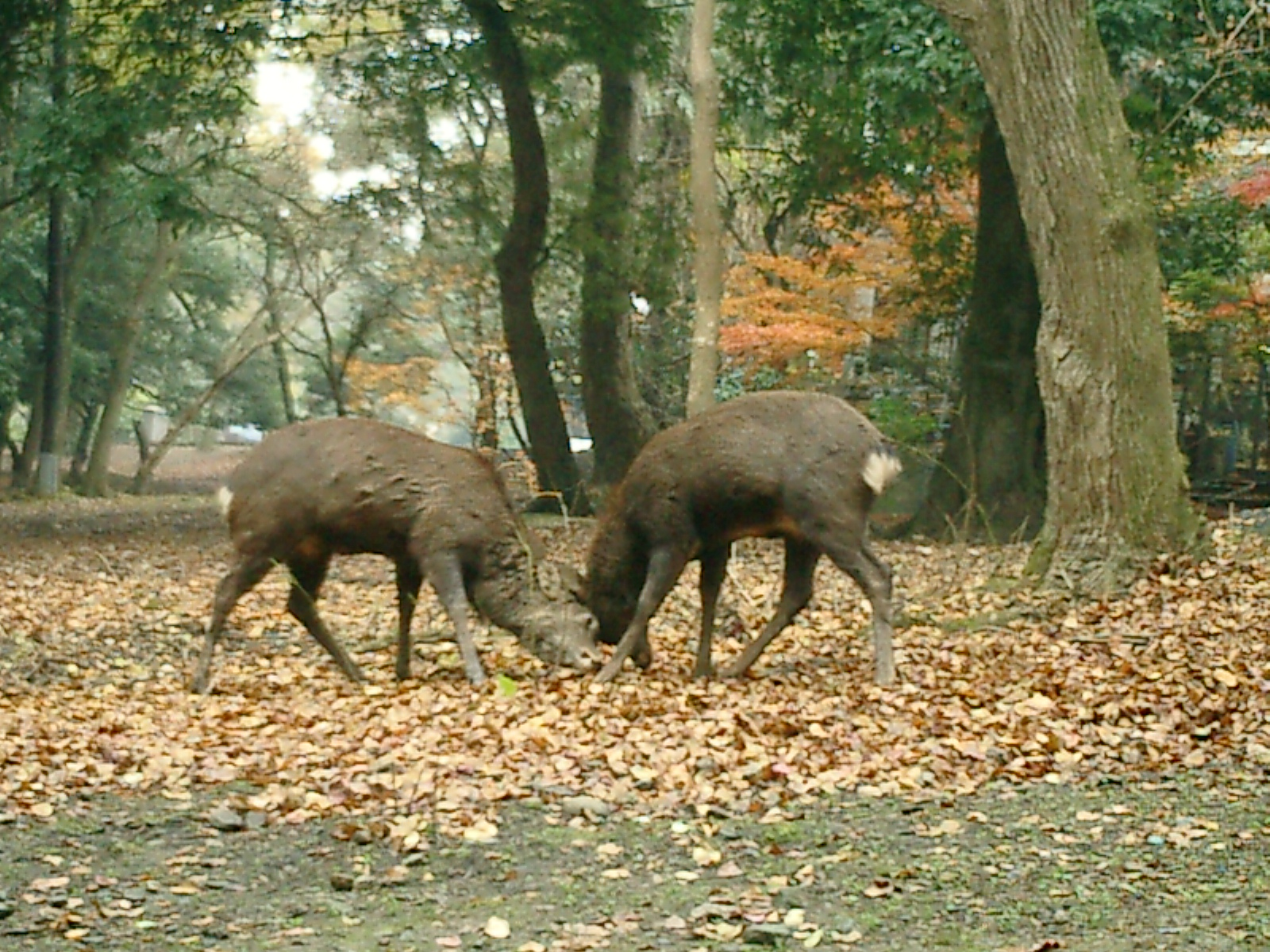
Ciervos salvajes en un parque de Nara.

Nara es una ciudad pequeña y apacible y muchos consideran que es de las que mejor conservan el espíritu tradicional de Japón. Por ello, es uno de los destinos turísticos más importantes de Japón debido a la gran cantidad de templos antiguos y por la buena conservación. Sus templos más notables se hallan en el Parque de Nara. Los templos y ruinas de Nara forman parte del Patrimonio de la Humanidad de la Unesco, desde el año 1998, formando el conjunto llamado Monumentos históricos de la antigua Nara, y estos son: Hōryū-ji, Tōdai ji, Kōfuku-ji, santuario Kasuga, Gangō-ji, Yakushi-ji, Tōshōdai-ji y los restos de palacio Heijō.
En Nara hay una universidad junto a la escuela superior de medicina entre otras instituciones educativas. Económicamente destacan la industria textil, la artesanía y las industrias de alimentación.
También es conocido el parque de Nara por sus ciervos sika, los cuales campan libremente por toda el área verde de Nara y es una de las principales atracciones turísticas tras los templos de la zona. Estos ciervos son muy populares en Nara y los habitantes y lugareños de la zona venden todo tipo de complementos con la cara de un ciervo como símbolo de la ciudad, también es posible comprar "comida de ciervo" (galletitas preparadas por los vendedores) para alimentarlos y con paciencia acariciar a estos animales, los cuales están tan acostumbrados a la gente que se dejan tocar.

## Geografía

### Localidades circundantes
- Prefectura de Nara
  - Ikoma
  - Yamatokōriyama
  - Tenri
  - Sakurai
  - Uda
  - Yamazoe
- Prefectura de Kioto
  - Kizugawa
  - Kasagi
  - Seika
  - Minamiyamashiro
- Prefectura de Mie
  - Iga

## Demografía
Según datos del censo japonés, la población de Nara ha disminuido en los últimos años.
| Año del censo | Población |
| ------------- | --------- |
| 1995          | 368.039   |
| 2000          | 374.944   |
| 2005          | 370.102   |
| 2010          | 366.591   |
| 2015          | 360.310   |
| 2020          | 354.630   |

## Clima
| Nara, 2000-2012      | Enero | Feb  | Marzo | Abril | Mayo  | Jun   | Jul   | Agosto | Sep   | Oct   | Nov   | Dec  |
| -------------------- | ----- | ---- | ----- | ----- | ----- | ----- | ----- | ------ | ----- | ----- | ----- | ---- |
| Temperatura °C       | 3.4   | 3.7  | 6.8   | 13.1  | 17.7  | 21.5  | 25.5  | 26.4   | 22.2  | 15.9  | 10.6  | 5.7  |
| Precipitaciones (mm) | 26.0  | 52.5 | 82.0  | 78.0  | 285.0 | 107.5 | 139.5 | 199.0  | 224.5 | 232.0 | 114.0 | 70.5 |

## Toponimia
En Corea se defiende que el origen del nombre de Nara proviene de la palabra coreana "nación" que se pronuncia de forma similar. Sin embargo, la mayoría de los filólogos mantienen que su origen está en la palabra japonesa "nadaraka" que significa "lugar llano".

## Historia
Nara fue durante el período Nara (710-784) capital de Japón, con el nombre de Heijō-kyō (平城京). Fue durante este tiempo cuando se construyeron la mayoría de los grandes templos por los que la ciudad es conocida. Si bien es cierto que tras trasladarse la capital a Kioto la ciudad quedó algo descuidada, gracias a sus templos mantuvo su importancia hasta el día de hoy.
Este Período, conocido también como Nara Jidai, fue un corto período de transición anterior al Período Heian significativo. A pesar de su brevedad, logró producir posiblemente las obras más famosas de la literatura japonesa escritas y la construcción de algunos de los templos más importantes, los cuales están todavía en uso hoy en día, incluyendo Tōdai-ji , el edificio construido con madera más grande del mundo actualmente y que aún alberga la mayor estatua de bronce de Buda hecha hasta nuestros días.
La capital anterior era Fujiwarakyo, pero Nara tenía la ventaja de estar más céntrica, ubicada a 30 kilómetros al sur de Kioto. El Período de Nara siguió desde el Período Kofun (250-538 d. C.) y el Período Asuka (538-710 d. C.), que a veces se conoce como el Período de Yamato. Japón había aumentado sus relaciones diplomáticas con sus vecinos poderosos China y Corea, además, aceptó la religión budista y absorbió algunos avances culturales de dichos territorios. Este proceso continuó en el Período de Nara.
Nara se construyó sobre el modelo chino de Chang-an, la capital Tang, y tenía un diseño de cuadrícula regular y bien definido, dos mitades simétricas y edificios familiares a los de la arquitectura china. Se estableció una universidad dedicada a la tradición confuciana, se construyó un palacio real y se amplió la burocracia estatal a unos 7,000 funcionarios públicos. La población total de Nara pudo haber llegado a 200,000 habitantes para el final del período.
El control del gobierno central sobre las provincias se vio incrementado por una mayor presencia militar en todas las islas de Japón. Esto no evitó una gran rebelión en el 740 liderada por Fujiwara Hirotsugu y apoyada por la minoría Hayato, con base en el sur de Kyushu, que se resentía al dominio del clan Yamato sobre el gobierno y sus intentos de 'civilizar' regiones subdesarrolladas. El emperador Shomu (724-749 d. C.) levantó un ejército de 17,000 hombres, anuló el ejército rebelde en dos meses y ejecutó a Hirotsugu.
Para la población ordinaria, especialmente en las áreas rurales (90%), la pobreza o simplemente vivir un poco por encima de ella, continuó siendo la norma. La agricultura todavía dependía de herramientas primitivas, no se había preparado suficiente tierra para los cultivos y las técnicas de riego eran insuficientes para evitar las frecuentes pérdidas de cosechas y los brotes de hambruna. En el 743, una ley intentó alentar el desmonte de tierras para la agricultura al garantizarles a los agricultores el derecho de pasar sus tierras a sus descendientes, pero la mayoría prefería la mayor seguridad de trabajar para los aristócratas terratenientes.
Para empeorar las cosas para las comunidades rurales, hubo epidemias de viruela en el 735 y 737, que redujeron la población del condado en un 25-35%. La suerte del campesino japonés no se vio favorecida por los impuestos excesivos, diseñados en gran parte para financiar los proyectos de construcción de templos del emperador Shomu en la primera mitad del siglo VIII d. C.. El emperador era un entusiasta converso al budismo, especialmente después de los diversos desastres durante su reinado, y tuvo la brillante idea de construir un templo en cada provincia con la esperanza de que esto pudiera mejorar la fortunas del país. En contraste con el campesinado, un número cada vez mayor de sitios religiosos y aristócratas recibieron inmunidad tributaria y, el gobierno, gastando despreocupadamente en los templos, luchó por equilibrar sus cuentas durante todo el período. La corte también se vio acosada por conflictos internos debido a favores y posiciones entre la aristocracia, lo que resultó en que el emperador Kammu (781-806 d. C.) trasladó la capital a Heiankyo en 794 d. Este fue el comienzo del Periodo Heian que duraría hasta el siglo XII EC.
Este período es conocido por tener tres emperatrices reinantes: Genmei (r 707-715 CE), Gensho (r 715-724 CE) y Koken en dos episodios: 749-758 CE posteriormente llamada Shotoku, 764- 770 CE. Shotoku tuvo una aventura con un sacerdote budista llamado Dokyo, e incluso lo nombró su sucesor, pero la corte rechazó esta elección y Dokyo se exilió. Pasarían otros 800 años antes de que una mujer volviera a sentarse en el trono imperial japonés. Sus reinados son quizás indicativos de una suerte levemente mejor para las mujeres en la sociedad en general, en comparación con la China contemporánea. En Nara, por ejemplo, las mujeres podían ser propietarias de tierras.
En 1180 fue destruida gran parte de la ciudad en un ataque del Clan Taira. Luego se reconstruyó Tōdai-ji y Kōfuku-ji así como el resto de la ciudad.
En esta ciudad fue asesinado el ex primer ministro de Japón, Shinzo Abe, que recibió dos disparos el 8 de julio de 2022, mientras daba un discurso público, falleciendo horas más tarde.

## Literatura
El Período de Nara vería un florecimiento particularmente en el campo de la literatura. El Kojiki ('Registro de cosas antiguas') fue compilado en 712 por el experto en corte Ono Yasumaro, quien recurrió a fuentes anteriores, en su mayoría genealogías de clanes poderosos. Entonces, en el 720, llegó el Nihon Shoki ('Crónica de Japón' también conocido como Nihongi), escrito por un comité de eruditos de la corte, que buscaba corregir el sesgo que muchos clanes creían que el trabajo anterior había dado al clan Yamato. En estas obras se describe la 'Era de los Dioses': cuando el mundo fue creado y los dioses gobernaron hasta tomar la decisión de retirarse para dejar que la humanidad se gobernase a sí misma. También le dieron a la línea imperial un descenso directo de los dioses, el propósito original de su composición.
Otras obras importantes incluyen la antología del poema Kaifuso de 751 y la Manyoshu o 'Colección de las 10,000 hojas', que es otra antología de 4500 poemas que cubre todo tipo de temas. Finalmente, una serie de crónicas locales, o Fudoki, se encargaron en 713 de registrar kami locales (espíritus) y leyendas asociadas en las diversas provincias.

## Ciudades hermanadas
- Gyeongyu (1970) (Corea del Sur).
- Xi'an (1974) (China).
- Toledo (1972) (España).
- Versalles (1986) (Francia).
- Canberra (1993) (Australia).

## Lugares de interés
Debido a la cantidad de templos, Nara es un importante lugar turístico. Cerca de los templos hay muchos ciervos que piden ser alimentados por los turistas.
- Templos budistas
  - Tōdai ji (東大寺)
  - Saidai-ji (西大寺)
  - Kōfuku-ji (興福寺), hermoso templo construido por la esposa del emperador y trasladado de lugar en varias ocasiones.
  - Gangō-ji (元興寺)
  - Yakushi-ji (薬師寺)
  - Tōshōdai-ji (唐招提寺)

- Templos sintoístas
  - Santuario Kasuga (春日神社)

- Palacios imperiales
  - Palacio Heijo (平城京)

- Otros
  - Nara-machi
  - Parque de Nara (奈良公園)
  - Monte Wakakusa (若草山)